# Alfie (2004)
Alfie is een Amerikaans-Britse komedie- en dramafilm uit 2004. De film werd geregisseerd door Charles Shyer. Het verhaal is gebaseerd op de gelijknamige roman en toneelstuk van Bill Naughton. De film is een nieuwe versie van de film uit 1966.

## Rolverdeling
- Jude Law - Alfie (hoofdpersoon)
- Renée Taylor - Lu Schnitman
- Jane Krakowski - Dorie
- Jeff Harding - Phil
- Marisa Tomei - Julie
- Kevin Rahm - Terry
- Omar Epps - Marlon
- Nia Long - Lonette
- Max Morris - Max
- Gedde Watanabe - Mr. Wing
- Jo Yang - Mrs. Wing
- Tara Summers - Carol
- Sam Vincenti - Felix
- Jefferson Mays - Dr. Miranda Kulp
- Dick Latessa - Joe
- Susan Sarandon - Liz
- Sienna Miller - Nikki

## Filmlocaties
Engeland
- Liverpool
- Manchester
- Port of Tilbury

Verenigde Staten
- Park Avenue (Manhattan, New York)
- Waldorf-Astoria Hotel (Manhattan)

## Filmmuziek
De muziek is geschreven door Mick Jagger, David A. Stewart en John Powell. Ze schreven 13 nieuwe nummers en een nieuwe versie van de originele Alfie title song (1966). De nummers zijn uitgegeven op een muziekalbum: Alfie.